# Amphilita
Amphilita é um gênero de traça pertencente à família Arctiidae.

## Espécies
- Amphilita arcuata D. Jones 1908
- Amphilita punctilinea D. Jones 1908